# Edwin McKim
Edwin McKim (31 de outubro de 1868 – 31 de março de 1942) foi um ator e diretor norte-americano da era do cinema mudo.
O diretor é mais conhecido por ser o pai da atriz Ann Dvorak, nascido do seu casamento com Anna Lehr. Depois Lehr e McKim divorciaram-se em 1920. Após o divórcio de seus pais em 1920, a atriz não viu mais o pai por quatorze anos, até que elas conseguiram localizá-lo depois de uma longa busca.
Ele dirigiu filmes para Lubin Manufacturing Company, entre outros.
McKim morreu na Filadélfia em 31 de março de 1942.

## Filmografia selecionada
- Should a Woman Divorce? (diretor) (1914)